# El Primer Templario
The First Templar (literalmente, El Primer Templario) es un videojuego de acción-aventura en tercera persona desarrollado por Haemimont Games y publicado por Kalypso Media para Xbox 360 y PC lanzado a la venta en mayo de 2011.

## Argumento
La aventura se sitúa a comienzos del siglo XIV, justo cuando las Cruzadas están llegando a su fin y Acre, la última ciudad cristiana en Tierra Santa, está en estado de sitio y a punto de caer a manos de los sarracenos. El jugador toma el control de Celian de Aristide, un caballero recién llegado a la isla de Chipre con el fin de que el Gran Maestro Templario pueda asesorarle sobre la búsqueda del Santo Grial, momento en el cual, se verán atacados por oleadas de guerreros sarracenos. Desde ese punto, Celian empezará una aventura que no hará solo, puesto que por el camino podrá contar con el soporte de más personajes, como su amigo y compañero de armas, Roland Saint-Omery y por Lady Marie de Ivelin, una dama ha sido declarada hereje por parte de la inquisición dominica. A lo largo de la aventura gráfica, el jugador tendrá que esquivar los distintos retos tales hordas de Hassashins del desierto, soldados franceses y miembros de la Inquisición que persiguen a Lady Marie entre otros, mientras intentan descubrir una gran conspiración que les llevará a seguir la pista del Santo Grial.

## Modo de juego
En The First Templar hay dos modos de juegos complementarios, la partida de en solitario y en cooperación, aunque en ambos casos Celian, el personaje principal, estará siempre acompañado con un socio, Roland o Marie. Los tres personajes se pueden definir en un estilo de juego de acción de rol tradicionales, al estilo Dungeons & Dragons, con clases específicas para cada uno, empezando por Celian (paladín), Roland (guerrero) y Lady Marie (asesina). Los tres personajes tienen habilidades básicas iguales, pero luego, dependiendo de con qué personaje se decida avanzar, el jugador dispondrá de un abanico de habilidades únicas que podrán ser decisivas para el desarrollo de la aventura.

## Personajes

### Principales
- Celian d'Arestide (clase: paladín). El personaje principal. Celian es un noble que lucha por preservar su el orden en medio de la Inquisición.
- Lady Marie de Ibelin (clase: asesina). La nieta de Guy de Ibelin, Marie se crio en según las tradiciones sarracenas. Ella se une a Celian después de ser tachada como hereje por la Inquisición. Aprendió a luchar y defenderse a temprana edad, utilizando como principales armas las dagas gemelas.
- Roland (clase: guerrero). Es un miembro de alto rango de la orden templaria que combatió junto Celian en varias campañas en el Este.

### Secundarios
- Guillermo de Beaujeu. Es el gran maestro de los templarios y mentor de Celian durante muchos años. Se trata de un líder sabio que es físicamente robusto a pesar de su avanzada edad.
- Felipe IV. El rey de Francia, y uno de los antagonistas principales. Traiciona a los templarios y se alía con la Inquisición.
- El bizantino. Un antagonista que vive en un castillo con un gran campo donde observa combates de gladiadores
- Isaaiah: Es el que aprisiona a los Templarios a llevarlos a la inquisición